# Округ Адамс (Висконсин)
Округ Адамс (енгл. Adams County) је округ у америчкој савезној држави Висконсин.

## Демографија
По попису из 2010. године број становника је 20.875, што је 2.232 (12,0%) становника више него 2000. године.
| Група             | 2000.          | 2010.          |
| Белци             | 18.021 (96,7%) | 19.013 (91,1%) |
| Афроамериканци    | 50 (0,3%)      | 633 (3,0%)     |
| Азијати           | 62 (0,3%)      | 82 (0,4%)      |
| Хиспаноамериканци | 268 (1,4%)     | 783 (3,8%)     |
| Укупно            | 18.643         | 20.875         |